# Crataegus remotilobata
Crataegus remotilobata — вид квіткових рослин із родини трояндових (Rosaceae).

## Біоморфологічна характеристика
Це невелике дерево 5–6 метрів заввишки, зазвичай колюче, з тонкими колючками 0.6–2.5 см. Гілочки пурпурувато-коричневі молодими, темно-пурпурні старішими, міцні, голі або злегка сизуваті. Листки: ніжки листків 1.5–2.5 см, голі; пластина широко яйцювата, 4–6 × 3–4.5 см, обидві поверхні голі або лише знизу запушені в пазухах жилок, основа клиноподібна чи широко клиноподібна, край віддалено та гостро пилчастий, з 2–4 парами часточок біля основи, часто майже розділений до середньої жилки, частки яйцюваті або яйцювато-ланцетні, верхівка гостра або коротко загострена. Суцвіття — багатоквітковий щиток, 6–7 см у діаметрі. Квітки ≈ 1.2 см у діаметрі; чашолистки трикутні, 2–3 мм, обидві поверхні голі; пелюстки білі, зворотно-яйцюваті, ≈ 5–6 × 3–4 мм; тичинок 20. Яблука червоні, 4–8 мм у діаметрі, голі; чашолистки стійкі. Період цвітіння: травень і червень; період плодоношення: липень і серпень.

## Ареал
Зростає в центральній Азії — Киргизстан, Таджикистан, Узбекистан, Сіньцзян.
Населяє схили, береги потоків, узбіччя доріг.